# Breite Straße 47 (Quedlinburg)

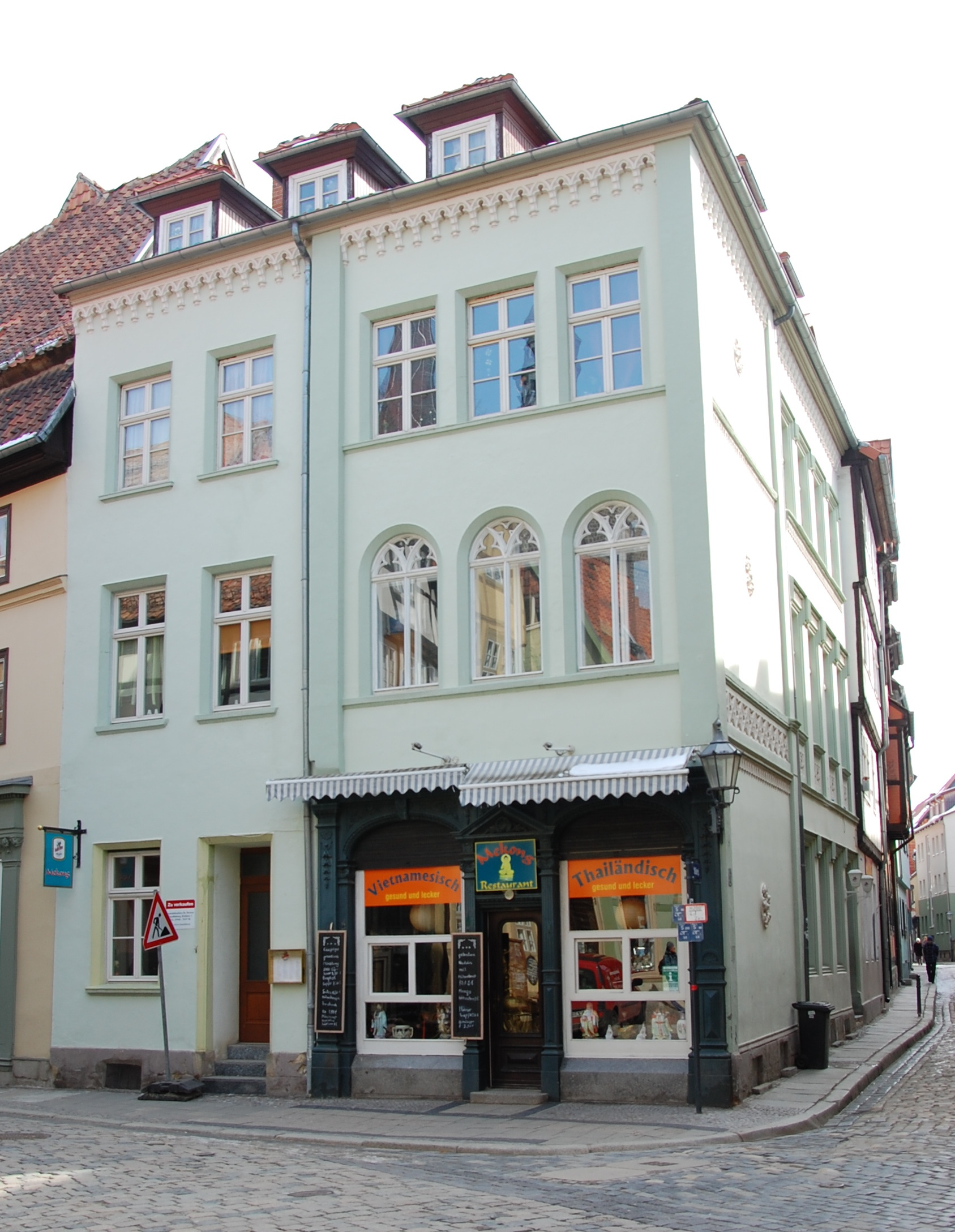
Haus Breite Straße 47

Das Haus Breite Straße 47 ist ein denkmalgeschütztes Gebäude in der Stadt Quedlinburg in Sachsen-Anhalt.

## Lage
Es befindet sich nordöstlich des Marktplatzes der Stadt an der Einmündung der Straße Stieg auf die Breite Straße und gehört zum UNESCO-Weltkulturerbe. Im Quedlinburger Denkmalverzeichnis ist es als Wohn- und Geschäftshaus eingetragen. Nördlich grenzt das gleichfalls denkmalgeschützte Haus Breite Straße 46 an.

## Architektur und Geschichte
Das Gebäude entstand in der ersten Hälfte des 19. Jahrhunderts als Ersatzneubau für ein Vorgängergebäude. Das Erscheinungsbild des klassizistischen Baus ist durch eine symmetrische Aufteilung der Fassade und ein nur flach geneigtes Dach geprägt. Darüber hinaus bestehen mit Maßwerkfenstern und -friese neogotische Schmuckelemente. Um 1890 entstand im Erdgeschoss eine Ladenfassade im Stil der Neorenaissance.
Von der Innenausstattung des Hauses ist ein klassizistisch gestalter Ofen erwähnenswert.